# O Trapalhão nas Minas do Rei Salomão
O Trapalhão nas Minas do Rei Salomão é um filme brasileiro de 1977, dos gêneros comédia, fantasia e aventura infantojuvenil, dirigido e produzido por J.B. Tanko e estrelado pelo grupo humorístico Os Trapalhões (Renato Aragão, Dedé Santana e Mussum). O filme é baseado no romance As Minas de Salomão, escrito por Henry Rider Haggard. O elenco conta ainda com Monique Lafond, Francisco Di Franco, Vera Setta e Wilson Grey nos demais papéis principais.
O filme estreou nos cinemas brasileiros em 19 de dezembro de 1977, levando 5,8 milhões de espectadores aos cinemas e tornando-se o filme de maior bilheteria dos Trapalhões. Dentre os filmes de maior público da história do cinema nacional, O Trapalhão nas Minas do Rei Salomão ocupa atualmente o 11º lugar.

## Sinopse
Os amigos Pilo (Renato Aragão) e Duka (Dedé Santana) ganham a vida em brigas simuladas nas praças e feiras públicas do interior, enquanto o cabo Fumaça (Mussum) recolhe o dinheiro das apostas. A jovem Glória (Monique Lafond), então, contrata os três para uma expedição às minas do Rei Salomão, onde o pai dela, o arqueólogo Aristóbulo (Carlos Kurt), é prisioneiro. Oferece como prêmio um fabuloso tesouro desconhecido do qual ela tem a única pista existente, um medalhão que é alvo de muita cobiça pelos vilões ao longo do filme. Pilo logo se apaixona por Glória, que no entanto, está interessada em Alberto (Francisco Di Franco), também integrado à expedição. Durante a jornada, enfrentam vários perigos, como um grupo de ciganos mal-intencionados, um rei paxá e seus asseclas beduínos, a tribo africana Maumau e os malvados ninjas Quaretz. O maior perigo, no entanto é uma bruxa malvada (Vera Setta) e seu fiel ermitão (Wilson Grey) dispostos a tudo para impedir que eles cheguem até o tesouro e ao paradeiro de Aristóbulo.

## Produção
A maquiagem da bruxa foi feita por Eric Rzepecki. Segundo a Cinemateca Brasileira, as cenas do início do filme foram gravadas na Ilha de Paquetá.
O filme levou 5,8 milhões de espectadores aos cinemas.
Este foi o filme de maior bilheteria dos Trapalhões. Dentre os filmes de maior público da história do cinema nacional, este ocupa atualmente o 7º lugar.

## Elenco
| Personagem           | Intérprete                  |
| -------------------- | --------------------------- |
| Pilo                 | Renato Aragão               |
| Duka                 | Dedé Santana                |
| Cabo Fumaça          | Mussum                      |
| Glória               | Monique Lafond              |
| Alberto              | Francisco Di Franco         |
| Bruxa Zuluma         | Vera Setta                  |
| Ermitão              | Wilson Grey                 |
| Professor Aristóbulo | Carlos Kurt                 |
| Malecrino            | Milton Villar               |
| Lambrusco            | Alan Fontaine               |
| Paxá                 | Carvalhinho                 |
| Gigante              | Emil Rached                 |
| Gigante (anão)       | Neri                        |
| Bêbado               | Leovegildo Cordeiro (Radar) |
| Eunuco               | Youssef Salim Elias         |
| Ninja                | Roberto Miranda             |
| Cigano               | Bahiaco                     |
| Africano             | Quim Negro                  |
| Guarda do castelo    | Roberto Lee                 |

## Recepção
Rodrigo Carreiro em sua crítica para o Cine Repórter disse que "com todos os efeitos, o filme que melhor resume a comédia fuleira, espontânea e infantil dos quatro comediantes mais amados pelas crianças brasileiras. Em resumo, uma beleza de filme B para meninos com menos de 8 anos."